# Wade Hampton Gibbes
Pour les articles homonymes, voir Gibbes.
Wade Hampton Gibbes  (né le 3 avril 1837 à Columbia en Caroline du Sud et décédé le 13 juin 1903 à Columbia) était un militaire sudiste durant la guerre de Sécession.

## Avant la guerre
Wade Hampton Gibbes est diplômé de West point en 1860. Lors de sa scolarité, il se bat en duel avec Emory Upton .

## Guerre de Sécession
Il a participé en tant que lieutenant aux premiers tirs d'artillerie contre le fort Sumter le 12 avril 1861 à partir du fort Johnson. Le lieutenant Gibbes sert alors dans la compagnie C de la 1st South Carolina Artillery.
W.H. Gibbes est aussi le témoin de la rencontre entre le général Custer et le général Longstreet le 9 avril 1865.

## Après la guerre
Il a été postier de Columbia sous la présidence de Cleveland. Il est enterré à Columbia